# Goro (Mortal Kombat)
Goro è un personaggio della serie di videogiochi Mortal Kombat, un mostruoso umanoide con quattro braccia, che appare fin dal primo Mortal Kombat (1992) come uno dei maggiori antagonisti; pur non essendo il boss finale, viene ricordato come l'avversario più rappresentativo del gioco.
Nel primo titolo fu l'unico personaggio non realizzato tramite la digitalizzazione di un attore; si fece uso di un modellino creato dallo scultore Curt Chiarelli e animato in stop-motion.
Goro non riapparve nei due seguiti dell'originale trilogia di arcade (che includono tuttavia altri della sua razza), ma è quasi sempre presente a partire da Mortal Kombat Trilogy come personaggio giocabile.
Nel film Mortal Kombat del 1995 Goro è interpretato da Tom Woodruff Jr. e gli viene data voce da Alessandro Rossi (Kevin Michael Richardson in originale). Nel film Mortal Kombat del 2021 è realizzato in computer grafica, senza un attore.

## Storia

### Prima linea temporale
Goro è il principe degli Shokan, una delle tante razze che vivono nell'Outworld, governata dall'Imperatore Oscuro Shao Kahn; Shang Tsung lo assolda nelle miniere di cobalto, quando Goro vi viene confinato da Shao Kahn come punizione per aver perso il Mortal Kombat.
Ritornato dalle miniere di cobalto, indebolito e invecchiato, Shang Tsung organizza il nuovo torneo Mortal Kombat portando con sé Goro; in questa edizione Goro vince il titolo di Campione Supremo sconfiggendo il Grande Kung Lao, la cui anima viene assorbita da Shang Tsung: è in tale periodo che il torneo si corrompe e diviene appannaggio di Shang Tsung. Rimasto imbattuto per 500 anni, Goro viene infine battuto da un giovane monaco shaolin, Liu Kang, che conquista così il titolo di Campione Supremo.
Nell'Outworld, dopo la sconfitta di Shang Tsung, si mormora che Goro sia stato ucciso; invece fa il suo ritorno come guardia del corpo di Shinnok. Nonostante il desiderio di sconfiggere Liu Kang, Goro viene di nuovo messo al tappeto dal campione shaolin.
Dopo la sconfitta di Shinnok, Kitana decide di siglare una tregua con la razza Shokan. Goro sostiene che la guerra si è già protratta troppo a lungo, ma accetta la tregua solo dopo che questa viene accettata anche dai centauri; Kitana porge la mano a Goro, dicendo che questa è una buona vittoria per entrambi, e i due formano un esercito per sconfiggere gli ultimi guerrieri rimasti dell'armata oscura di Shao Kahn, oramai indebolito dall'Alleanza Mortale: la vittoria sembra cosa sicura.
Tuttavia, durante una battaglia contro le milizie guidate da Kano, Goro viene attaccato alle spalle dal guerriero ombra Noob Saibot; creduto morto dopo questo attacco, riprende conoscenza e lì, sul campo di battaglia dove aveva giaciuto in uno stato di morte apparente, vede non senza stupore Shao Kahn in persona, il quale dopo avergli salvato la vita gli propone una nuova alleanza per riportare l'Outworld sotto il suo dominio. Goro e Shao Kahn, però, non riescono ad eliminare Onaga, il Dragon King, poiché quest'ultimo viene ucciso da Shujinko; tuttavia riescono a riprendere il dominio sull'Outworld.
Nel suo finale di Mortal Kombat: Armageddon, Goro uccide Blaze e ottiene grandi poteri; Shao Kahn, Quan Chi, Shang Tsung e Onaga lo accerchiano ma lui, con un antico urlo di battaglia Shokan, fa crollare la piramide di Argus sulla quale si trovano, e da essa fuoriescono altri guerrieri Shokan che uccidono i quattro malvagi: Goro, assieme agli Shokan, domina finalmente Outworld.

### Seconda linea temporale
In Mortal Kombat (2011), dopo la sconfitta patita per mano di Liu Kang nel primo torneo, Goro fa ritorno nell'Outworld al servizio di Shao Khan; il suo ruolo negli eventi sarà marginale e ciò fa supporre che la sconfitta abbia comportato per lui un degradamento da campione dell'Outworld a carceriere. Insieme con Sheeva tiene prigioniera Kitana durante il secondo torneo, ma viene sconfitto da Kung Lao. Durante l'invasione di Shao Khan sarà, insieme a Kintaro, guardiano delle vittime sacrificali per l'incantesimo di Quan-Chi.
In Mortal Kombat X, la sua figura è di rilievo negli eventi antecedenti la trama del gioco, quelli narrati nel fumetto e facenti parte della continuity. Dopo la morte di Shao Kahn e la detronizzazione di Mileena, Goro e gli altri Shokan rimangono comunque fedeli al trono dell'Outworld, persino quando l'Osh-Tekk Kotal Khan vi si insedia; Goro tuttavia, non ha mai digerito la cosa, poiché ha sempre considerato gli Osh-Tekk una razza inferiore che secoli prima, con Shao Khan, si è macchiata di stermini e oppressione. Quando Goro, su ordine dell'imperatore, viene inviato a catturare Mileena e Reiko, queste ultime gli chiedono di passare dalla loro parte, con la promessa di riportare gli Shokan agli antichi fasti; Goro, armato con il martello di Shao Khan, muove guerra contro gli Osh-Tekk uccidendo Kotal K'etz, il padre di Kotal Kahn. Nonostante un iniziale vantaggio dato dall'aver oscurato le nubi (la luce solare dona vigore agli Osh -Tekk), Goro scopre che il suo ex imperatore si è rafforzato con la magia del sangue: lo Shokan viene quindi sconfitto e mutilato, perdendo tre delle sue braccia; Kotal si rifiuta tuttavia di ucciderlo, condannandolo a vivere nel disonore; mutilato e sconfitto, Goro torna da suo padre Gorbak. Secondo le leggi Shokan, il principe dovrebbe morire per mantenere il suo onore. Ma il padre, commosso e addolorato per il destino del figlio, muove guerra contro Kotal Khan; la battaglia è aspra: Gorbak perde la vita e Kotal rimane ferito; durante il funerale del re, Kintaro si reca da Goro dicendogli che la sua mutilazione lo esclude dalla successione al trono e che nessuno gli consentirà mai di rivendicarlo; Goro lascia dunque il suo popolo, giurando che tornerà per vendicarsi, non risparmiando alcun traditore. Ormai in esilio, il principe viene a conoscenza del fatto che il Dragone Rosso sta conducendo studi sul Re Drago Onaga e sui suoi poteri rigenerativi; scorgendo in queste ricerche una speranza di poter recuperare le braccia perdute, Goro decidere di chiedere aiuto a Daegon; il semidio si chiede perché mai dovrebbe aiutare il "Principe degli storpi": Goro gli offre allora un prigioniero che aveva recentemente catturato, Kenshi Takahashi, guadagnandosi così l'attenzione del Dragone Rosso.
Nel videogioco Goro è un personaggio DLC ottenibile su preordine; non influenza la storia in quanto vi è assente, ma appare come mid-boss nella Torre Klassica. Ricompare con tutte e quattro le braccia, le quali, secondo la trama, sono state ripristinate da Ermac, ma intanto si è rifiutato di partecipare alla guerra civile fra le forze Kotal Khan e di Mileena, venendo di fatto emarginato da tutto il Regno Esterno. Nel suo finale Arcade, Goro approfitta dello scontro fra le due fazioni, sfruttando un momento di vulnerabilità di ambo le parti; rientrato nel panorama politico, guida il suo esercito alla vittoria fa piazza pulita di tutti gli avversari, venendo poi incoronato nuovo imperatore incontrastato.
In Mortal Kombat 11, nonostante non sia giocabile, ci è comunque noto il suo destino: il suo cadavere decomposto, infatti, è visibile ancora seduto sul trono degli shokan all'interno del suo antro.

## Descrizione

### Aspetto fisico
Essendo uno Shokan, Goro è molto più grande e possente di un normale essere umano, è infatti alto 250 centimetri e pesa più di 300 chili. Possiede 4 braccia (caratteristica per tutti gli Shokan), ognuna delle quali ha 3 dita per mano. La capigliatura appare come una lunga coda di cavallo (caratteristica per tutti gli Shokan dragoni) ed ha gli occhi color rosso fuoco. La sua pelle è ricoperta di scaglie (per rimarcare il suo stato di drago mezzosangue) ed è gialla anche se nei titoli più recenti è diventata marrone.

### Carattere
Essendo un Dragone, Goro possiede un portamento molto più nobile rispetto ad una Tigre come Kintaro. È infatti molto razionale e rispettoso nei confronti dei suoi avversari; per esempio, quando Liu Kang entra all'interno della tana di Goro, il gigantesco Shokan  gli dice che gli darà una morte degna di un guerriero, mentre invece Kintaro dice a Kung Lao che gli mangerà il cuore, mostrandosi quindi decisamente più violento e omicida. Nonostante sia molto conosciuto per la sua brutalità, si mostra aperto a qualunque genere di trattativa, come dimostra l'epilogo di Kung Lao in Mortal Kombat 4.

## Apparizioni
- Mortal Kombat (1992)
- Mortal Kombat Trilogy
- Mortal Kombat 4
  - Mortal Kombat Gold
- Mortal Kombat: Deception (GameCube)
  - Mortal Kombat: Unchained
- Mortal Kombat: Shaolin Monks
- Mortal Kombat: Armageddon
- Mortal Kombat (2011)
- Mortal Kombat X (come DLC)
- Mortal Kombat 1 (personaggio Kameo)

Film:
- Mortal Kombat (1995)
- Mortal Kombat (2021)